# Petra Riedel
Petra Riedel (* 17. September 1964 in Magdeburg) ist eine ehemalige Schwimmerin, die für die DDR startete.
Petra Riedel fiel erstmals bei den DDR-Altersklassenmeisterschaften 1976 auf, als sie vier Titel gewann, darunter beide Rückendistanzen. Bei den DDR-Meisterschaften 1980 belegte die Schwimmerin vom SC Magdeburg hinter Rica Reinisch den zweiten Platz über 100 Meter Rücken, über 200 Meter Rücken wurde sie Dritte hinter Birgit Treiber und Cornelia Polit. Bei den Olympischen Spielen 1980 in Moskau gewannen die Rückenschwimmerinnen aus der DDR alle sechs Medaillen. Über 100 Meter Rücken siegte Rica Reinisch vor Ina Kleber und Petra Riedel. 1981 belegte Birgit Riedel bei den DDR-Meisterschaften noch einmal den dritten Platz über 100 Meter Rücken hinter Cornelia Polit und Ina Kleber.